# Dobos Dániel
Dobos Dániel (1830 – Miskolc, 1865. november 19.) költő.
Miskolcról származott. Költeményeket írt a Hölgyfutárba (1850), a Debreczeni Közlönyvbe (1860) stb. Az Üstökösben Biczegő Dani álnév alatt több verset közölt.